# Blázen a dítě
Blázen a dítě (1999) je album Jiřího Suchého, jedno z alb vydaných ke čtyřicátému výročí Semaforu. Obsahuje 25 písní nebo scének z různých dob. Album vydal B&M Music. Booklet alba obsahuje některé citáty Jiřího Suchého a sleeve-note Jaroslava Dolejšího.

## Písničky
1. Blázen a dítě (Jiří Suchý)
zpívá Jiří Suchý; nahráno ve studiu COX, 1996 (pro album Znám tolik písní…)
2. Pět strun (Jiří Šlitr / Jiří Suchý)
zpívá Jiří Suchý; nahrávka ze soukromé sbírky Jiřího Suchého
3. Honky tonky blues (Jiří Šlitr / Jiří Suchý)
zpívá Jiří Suchý; nahrávka ze soukromé sbírky Jiřího Suchého (SP 1964?[1])
4. Můj dědeček a jeho loď v láhvi (Jiří Suchý)
dialog s Jiřím Šlitrem ze hry Jonáš a tingl tangl, nahrávka ze 3. května 1966
5. Motýlek (Co je nám do toho) (Jiří Šlitr / Jiří Suchý)
zpívá Jiří Suchý; ze hry Jonáš a tingl tangl, nahrávka ze 3. května 1966
6. Pohádka o Kurtovi (Jiří Suchý)
monolog Jiřího Suchého ze hry Jonáš a tingl tangl, nahrávka ze 3. května 1966
7. Petruška (Jiří Šlitr / Jiří Suchý)
zpívá Jiří Suchý; ze hry Jonáš a tingl tangl, nahrávka ze 3. května 1966
8. Píseň o rose (Jiří Šlitr / Jiří Suchý)
zpívá Jiří Suchý; ze hry Jonáš a tingl tangl, nahrávka ze 3. května 1966
9. Člověk, to zní hrdě (Jiří Šlitr / Jiří Suchý)
zpívá Jiří Suchý a sbor; ze hry Jonáš a dr. Matrace, nahrávka z 10. června 1969
10. O strachu (Jiří Suchý)
monolog Jiřího Suchého ze hry Jonáš a dr. Matrace, nahrávka z 10. června 1969
11. Jo, to jsem ještě žil (Jiří Šlitr / Jiří Suchý)
zpívá Jiří Suchý a sbor; ze hry Jonáš a dr. Matrace, nahrávka z 10. června 1969
12. Sádlo na chleba (Jiří Šlitr / Jiří Suchý)
zpívá Jiří Suchý a Zuzana Buriánová; ze hry Benefice, nahrávka z 29. prosince 1967
13. Píseň Hamleta o hvězdách (Jiří Šlitr / Jiří Suchý)
zpívá Jiří Suchý; ze hry Benefice, nahrávka z 29. prosince 1967
14. Modrý džínsy – verze 2 (Jiří Šlitr / Jiří Suchý)
zpívá Jiří Suchý; nahrávka ze soukromé sbírky Jiřího Suchého
15. Oral jsi, synku (C’est un garcon un petit peu fou) (M. Philippe / F. Moslay / Jiří Suchý)
zpívá Jiří Suchý; nahrávka ze soukromé sbírky Jiřího Suchého
16. Znal jsem jednu pampelišku (Jiří Šlitr / Jiří Suchý)
zpívá Jiří Suchý; nahrávka ze soukromé sbírky Jiřího Suchého (LP Toulaví zpěváci 1969)
17. Na rezavým dvouplošníku (Jiří Šlitr / Jiří Suchý)
zpívá Jiří Suchý a Lenka Hartlová; nahrávka ze soukromé sbírky Jiřího Suchého (LP Toulaví zpěváci 1969)
18. Lexikon nadpřirozených bytostí (Jiří Suchý)
monolog Jiřího Suchého ze hry Kytice, nahrávka z 28. dubna 1989
19. Ze dne na den (Jaroslav Ježek / Jiří Voskovec a Jan Werich)
zpívá Jiří Suchý, hraje Originální pražský synkopický orchestr, nahrávka z koncertu v Lucerně (1977)
20. Tmavomodrý svět (Jaroslav Ježek / Jiří Voskovec a Jan Werich)
zpívá Jiří Suchý, hraje TOČR, řídí Josef Votruba, nahrávka z koncertu Svět patří nám v Lucerně (13. května 1977)
21. Dárek nevšední (Ferdinand Havlík / Jiří Suchý)
zpívá Jiří Suchý, Jitka Molavcová a Josef Dvořák; nahrávka ze hry Elektrická puma
22. Stádo velocipedů (Ferdinand Havlík / Jiří Suchý)
zpívá Jiří Suchý, Jitka Molavcová a Josef Dvořák; nahrávka ze hry Elektrická puma
23. Splnit si sen (Jiří Suchý)
zpívá Jiří Suchý a Jitka Molavcová; nahrávka z představení Pré
24. Kilimandžáro hopsasa (Ferdinand Havlík / Jiří Suchý)
zpívá Jiří Suchý a Jitka Molavcová; nahrávka ze hry Víkend s Krauzovou
25. Osud je spravedlivý (Ferdinand Havlík / Jiří Suchý)
zpívá Jiří Suchý, Jitka Molavcová a sbor divadla Semafor; ze hry Nižní Novgorod, nahrávka z 30. dubna 1993